# Wolfgang Mückstein
Wolfgang Mückstein (Bécs, 1974. július 5. –) osztrák orvos és politikus. Ausztria szociális és egészségügyi minisztere volt.

## Életpályája
Mückstein 1993 és 2002 között orvosi tanulmányokat folytatott a Bécsi Egyetemen. Alapképzéssel kiegészítette a hagyományos kínai orvoslás kiegészítő tanulmányát.
Orvosi munkája mellett tizenkét évig funkcionáriusként dolgozott az Osztrák Orvosi Szövetségnél (Österreichische Ärztekammer).
2019-ben Mückstein részt vett a Zöldek részéről a második Kurz-kormány programjának kidolgozásánál.

## Fordítás
- Ez a szócikk részben vagy egészben  a   Wolfgang Mückstein  című német Wikipédia-szócikk ezen változatának fordításán alapul.  Az eredeti cikk szerkesztőit annak laptörténete sorolja fel. Ez a jelzés csupán a megfogalmazás eredetét és a szerzői jogokat jelzi, nem szolgál a cikkben szereplő információk forrásmegjelöléseként.